# Cesar Avstrije
Avstrijski cesar (nemško Kaiser von Österreich) je bil vladar Avstrijskega cesarstva in kasneje Avstro-Ogrske. Dedni cesarski naslov in položaj je leta 1804 razglasil Franc II., cesar Svetega rimskega cesarstva, član hiše Habsburško-Lotarinške, in sta ga imela on in njegovi dediči, dokler se Karel I. leta 1918 ni odrekel oblasti.

## Seznam cesarjev Avstrije
| Slika | Ime            | Živjensko obdobje                                 | Začetek vladanja                                    | Konec vladanja                                 |
| ----- | -------------- | ------------------------------------------------- | --------------------------------------------------- | ---------------------------------------------- |
|       | Franc I.       | 12. februar 1768 – 2. marec 1835 (star 67 let)    | 11. avgusta 1804 (od 1. marca 1792 kot nadvojvoda)  | 2. marec 1835 (30 let, 203 dni)                |
|       | Ferdinand I.   | 19. april 1793 – 29. junij 1875 (star 82 let)     | 2. marec 1835                                       | 2. december 1848 (13 let, 275 dni) (odstopil)  |
|       | Franc Jožef I. | 18. avgust 1830 – 21. november 1916 (star 86 let) | 2. december 1848 (od leta 1867 cesar Avstro-Ogrske) | 21. november 1916 (67 let, 355 dni)            |
|       | Karel I.       | 17. avgust 1887 – 1. april 1922 (star 34 let)     | 21. november 1916                                   | 11. november 1918 (1 leto, 355 dni) (odstopil) |